# Алимбетово
Алимбетово (каз. Әлімбетов) — село в Жетысайском районе Туркестанской области Казахстана. Входит в состав Атамекенского сельского округа. Код КАТО — 514465200.

## Население
В 1999 году население села составляло 36 человек (19 мужчин и 17 женщин). По данным переписи 2009 года, в селе проживали 44 человека (20 мужчин и 24 женщины).